# 天赐材料
天赐材料（全稱广州天赐高新材料股份有限公司）是一家以生产化工材料为主营业务的股份制民营企业，成立于2000年6月，2007年11月由广州市天赐高新材料科技有限公司整体变更为广州天赐高新材料股份有限公司。截止2022年天赐材料在池州、台州、溧阳、广州、九江、天津、宁德、宜春、江门等地区设立有供应基地。

## 子公司
- 四川天赐眉山基地
- 九江天赐高新材料有限公司
- 天赐材料（江门）有限公司
- 天津天赐高新材料有限公司
- 宜春天赐高新材料有限公司
- 池州天赐高新材料有限公司
- 天赐材料（南通）有限公司